# Tetraponera triangularis
Tetraponera triangularis é uma espécie de formiga do gênero Tetraponera, pertencente à subfamília Pseudomyrmecinae.